# RTFM
RTFM é uma sigla para a expressão "Read The Fucking Manual" (Leia a porra do manual). Esta instrução é dada algumas vezes em resposta a uma questão quando a pessoa que está respondendo acredita que a questão poderia ter sido facilmente resolvida com uma leitura do manual ou instruções.

## Uso e abuso
Um fórum na internet no qual os usuários lêem o FAQ antes de colocar as suas questões tende a ter uma razão sinal/ruído bem melhor do que um outro cheio de perguntas repetidas, atraindo, portanto, o primeiro uma participação continuada. Quando você for avaliar onde e quando é aceitável a expressão de sentimentos como RTFM, você deve considerar o quanto isso pode afetar a usabilidade do fórum para seus usuários atuais e a abertura do mesmo para novos usuários.
Críticos dizem que os usuários frequentes de tal frase (ou variantes similares) estão simplesmente expressando um elitismo e que sua atitude acaba por levar ao descaso com os novos usuários, praticamente expulsando-os sem terem recebido qualquer ajuda. Seu tempo poderia ter sido melhor gasto adicionando a pergunta/resposta a um FAQ, dirigindo o usuário a um website útil ou simplesmente não respondendo.  Eles notam que o RTFM é frequentemente usado quando nem mesmo está claro qual manual deveria ser utilizado.  Uma das críticas mais frequentes à comunidade open source é a falta de companheirismo com os novos usuários. Os fóruns do ubuntu e o LinuxQuestions.org, por esse motivo, instituíram uma política abolindo o RTFM para promover uma atmosfera de "seja bem vindo!".
Esta frase é também correntemente usada em Massive Multiplayer Online games, por pessoas frustradas com iniciantes perguntando como fazer algo que está explicado no manual.
Alguns hackers sugerem que, em algumas situações, o "RTFM" é realmente o melhor conselho que um aspirante a hacker pode receber. Eles apontam que hacking é uma arte dinâmica que requer independência e iniciativa da parte do hacker e veem, portanto, o "RTFM" mais como um aviso a longo prazo do que uma resposta a uma única questão. Este argumento somente é aplicável quando usado com outros hackers, já que os conceitos a respeito de software livre são destinados a ser plausíveis para uso por pessoas não hackers. De fato, especialistas em usabilidade recomendam que o design de alguns tipos de software tornem os mesmos utilizáveis sem a necessidade de qualquer manual, já que a maioria dos usuários não lêem manuais. Por outro lado, temos o argumento de que os usuários não lêem os manuais porque os designers, pensando que os usuários não vão ler mesmo, não perdem tempo tornando os manuais realmente úteis.